# Frederica de Brandenburg-Schwedt
Frederica Dorotea de Brandenburg-Schwedt (Schwedt, Alemanya, 18 de desembre de 1736 - Stuttgart, 9 de març de 1798) fou filla de Frederic Guillem de Brandenburg-Schwedt i de la seva dona la princesa Sofia Dorotea de Prússia, germana de Frederic el Gran.

## Matrimoni i fills
El 2 de novembre de 1753 es va casar amb Frederic II Eugeni de Württemberg, fill del duc Carles I Alexandre de Württemberg i de la princesa Maria Augusta de Thurn und Taxis, el qual va succeir el 1795 va succeir el seu germà, de manera que Frederica Dorotea va esdevenir duquessa consort de Württemberg. Van tenir dotze fills:
- SM el rei Frederic I de Württemberg, nat a Treptow el 1754 i mort a Stuttgart el 1816. Es casà en primeres noces amb la princesa Augusta de Brunsvic-Wolfenbüttel el 1780 a Brunsvic. En segones núpcies es casà amb la princesa Carlota del Regne Unit a Londres el 1797.

- SAR el príncep Lluís de Württemberg, nat a Treptow el 1756 i mort a Kirchheim unter Teck el 1817. Es casà en primeres núpcies amb la princesa Maria Anna Czartoryska el 1784 a Polònia. En segones núpcies es maridà amb la princesa Enriqueta de Nassau-Weilburg el 1797. A través d'aquest segon fill Frederica també és avantpassada directe d'Elisabet II del Regne Unit.

- SAR el príncep Eugeni de Württemberg, nat a Schwedt el 1758 i mort a Meiningen el 1822. Es casà a Meiningen el 1787 amb la princesa Lluïsa zu Stolberg-Gedern.

- SAR la princesa Sofia de Württemberg, nada a Stettin el 1759 i morta a Pavlovsk el 1828. Es casà a Sant Petersburg el 1776 amb el tsar Pau I de Rússia, convertir-se en l'emperadriu Maria Feodorovna. Va ser, doncs, l'emperadriu mare, entre d'altres, dels emperadors Alexandre I de Rússia i Nicolau I de Rússia, d'Anna de Rússia, reina dels Països Baixos de Maria de Rússia, besàvia de Guillem II emperador d'Alemanya.

- SAR el príncep Guillem de Württemberg, nat a Stettin el 1761 i mort a Stetten el 1830. Es casà a Coswig amb la baronessa Guillemina von Tunderfeldt-Rhodis.

- SAR el príncep Ferran August de Württemberg, nat a Treptow el 1763 i mort a Wiesbaden el 1834. Es casà a Sondershausen el 1795 amb la princesa Albertina de Schwarzburg-Sondershausen de qui es divorcià el 1801. En segones núpcies es casà amb la princesa Paulina de Metternich-Winneburg el 1817 a Marseilles.

- SAR la princesa Frederica de Württemberg, nada a Treptow el 1765 i morta a Viena el 1785. Es casà el 1781 amb el gran duc Pere I d'Oldenburg.

- SAR la princesa Elisabet de Württemberg, nada a Treptow el 1767 i morta a Viena el 1890. Es casà amb l'emperador Francesc I d'Àustria el 1788 a Viena.

- SAR la princesa Frederica de Württemberg, nada a Treptow el 1768 i morta dies després a Treptow.

- SAR el príncep Carles Frederic de Württemberg, nat a Mömelgard el 1770 i mort a Galatz el 1791.

- SAR el príncep Alexandre de Württemberg, nat a Mömelgard el 1771 i mort a Gotha el 1833. Es casà a Coburg el 1798. amb la princesa Antònia de Saxònia-Coburg-Saafeld.

- SAR el príncep Carles Enric de Württemberg, nat a Mömelgard el 1772 i morta a Ulm 1833. Es casà el 1798 amb Karoline Alexei, creada baronessa von Hachberg und Rottenburg i duquessa von Urach.